# Mingos & Os Samurais
Albums de Rui Veloso
Rui Veloso
(1985) Auto da Pimenta
(1991)
Mingos & Os Samurais est le troisième album de Rui Veloso édité en 1990,.

## Liste de chansons

### CD 1
| No  | Titre                                | Durée |
| --- | ------------------------------------ | ----- |
| 1.  | Irmãos de Sangue                     |       |
| 2.  | O que eu quero ser quando for grande |       |
| 3.  | No dia da Comunhão Solene            |       |
| 4.  | O prometido é devido                 |       |
| 5.  | Não há estrelas no céu               |       |
| 6.  | Twist é Sedução I                    |       |
| 7.  | Conceição                            |       |
| 8.  | No extremo do Salão                  |       |
| 9.  | Mago do BIlhar                       |       |
| 10. | Sámapatti                            |       |
| 11. | Tuna Recreativa                      |       |
| 12. | A Gente vai na digressão             |       |

### CD2
| No  | Titre                               | Durée |
| --- | ----------------------------------- | ----- |
| 1.  | Fio de Beque                        |       |
| 2.  | Morena de Azul                      |       |
| 3.  | Psicadélico Desesperado             |       |
| 4.  | Zira                                |       |
| 5.  | Baile de Paróquia                   |       |
| 6.  | A Paixão (Segundo Nicolau da Viola) |       |
| 7.  | Twist é Sedução II                  |       |
| 8.  | No dia em que o Meno Rock morreu    |       |
| 9.  | Um trolha d'areosa                  |       |
| 10. | Embalagem de samas                  |       |